# Toxocarpus hosseusii
Toxocarpus hosseusii är en oleanderväxtart som beskrevs av Rudolf Schlechter. Toxocarpus hosseusii ingår i släktet Toxocarpus och familjen oleanderväxter. Inga underarter finns listade i Catalogue of Life.